# Sagephora subcarinata
Sagephora subcarinata är en fjärilsart som beskrevs av Edward Meyrick 1931. Sagephora subcarinata ingår i släktet Sagephora och familjen äkta malar. Inga underarter finns listade.